# Cabinet fantôme Andrew R. T. Davies III
2021
P. Davies (en) R. T. Davies IV
Le troisième cabinet fantôme d’Andrew R. T. Davies est le cabinet du chef de l’opposition entre le 24 janvier et le 28 mars 2021, sous la Ve législature du Parlement gallois.
Dirigé par Andrew R. T. Davies, de nouveau chef du groupe conservateur à la suite de la démission de Paul Davies le 23 janvier 2021, il s’oppose au gouvernement conduit par le premier ministre travailliste Mark Drakeford en fonction depuis 2018. Il succède au cabinet fantôme de Paul Davies (en), formé en 2018 et remanié en 2020.

## Histoire

### Contexte politique
À la suite des élections générales de 2016, les conservateurs constituent le troisième groupe politique en nombre de représentants à l’assemblée nationale pour le pays de Galles derrière les travaillistes et les nationalistes de Plaid Cymru. Le premier ministre Carwyn Jones est reconduit le 18 mai 2016 dans le cadre d’un gouvernement minoritaire soutenu par le Parti travailliste et les démocrates libéraux tandis que Leanne Wood, en qualité de « chef de l’opposition », forme son cabinet fantôme le 25 mai. Andrew R. T. Davies, chef des conservateurs au Senedd renouvelé dans ses fonctions à la tête du groupe forme son équipe de porte-parole le 11 juin,,,,.
Le 6 avril 2017, Mark Reckless intègre le groupe conservateur sans pour autant adhérer au Parti conservateur gallois. Alors membre du groupe du Parti pour l’indépendance du Royaume-Uni au Senedd et élu sous l’étiquette de cette formation politique l’année précédente, il permet à Andrew R. T. Davies de s’ériger en « chef de l’opposition » puisque le groupe conservateur détient à partir de cette date davantage de représentants que le groupe nationaliste de Leanne Wood. Cependant, un an après cet événement, le 27 juin 2018, Andrew R. T. Davies renonce à sa position de chef de groupe, avec effet immédiat. Paul Davies, son successeur intérimaire, devenu le 8 septembre son successeur en titre, forme son cabinet fantôme (en) le 18 septembre suivant. Son équipe est remaniée le 17 juillet 2020 à la suite du décès de Mohammad Asghar et de l’entrée en fonction de Laura Anne Jones,,,,.
Parallèlement, le gouvernement conduit par Carwyn Jones, majoritaire depuis la participation de lord Elis-Thomas à partir du 3 novembre 2017, prend fin à la démission du premier ministre le 12 décembre 2018. Élu chef du Parti travailliste gallois le 6 décembre précédent, Mark Drakeford lui succède en tant que chef du gouvernement et forme le lendemain un nouvel exécutif majoritaire reprenant les mêmes soutiens que son prédécesseur,,,.
Le 19 janvier 2021, une enquête révèle que Paul Davies et d’autres hommes politiques ont été aperçus à Tŷ Hywel en train de boire les 8 et  9 décembre 2020, ce qui aurait pu s’avérer contraire aux règles d’interdiction de consommation d’alcool introduites quatre jours plus tôt par le gouvernement dans le cadre de la pandémie de Covid-19. Après avoir présenté ses excuses, Paul Davies reçoit le soutien « unanime » des membres du groupe conservateur le 22 janvier qui souhaitent le conserver à leur tête. Cependant, un rapport de la commission du Senedd indique que cet événement pourrait être une infraction à l’encontre des règles sur la Covid-19, et, face au tollé engendré aussi bien au niveau de la base du parti mais aussi dans de plus hautes sphères politiques, Paul Davies prend la décision de démissionner le 23 janvier avec effet immédiat,,.

### Mise en place et évolution du cabinet fantôme
À la suite de la démission de Paul Davies, un réunion exceptionnelle du groupe conservateur est organisée le lendemain, le 24 janvier 2021, par laquelle l’ensemble des membres soutient le retour d’Andrew R. T. Davies dans la position de chef. Ce dernier forme un cabinet fantôme resserré le jour même dans lequel les personnalités potentiellement impliquées dans l’incident sont démises de leurs fonctions : Darren Millar, whip en chef et démissionnaire depuis le 22 janvier, Nick Ramsay, ministre fantôme des Finances, et l’ancien chef Paul Davies ne sont pas réintroduits dans la nouvelle équipe. Le retour de David Melding au sein du cabinet est remarquée, lui qui avait précédemment quitté sa charge dans l’ancienne équipe pour contester l’approche du United Kingdom Internal Market Bill (en) promue par Boris Johnson,,.
Le 27 janvier 2021, le Gouvernement gallois introduit un projet de législation exceptionnelle liée à la tenue des élections générales du Senedd prévues le 6 mai 2021 dans le contexte incertain de la pandémie de Covid-19. Approuvée le 10 février, la loi permet aux membres du Senedd, à majorité renforcée des deux tiers, de repousser la date des élections jusqu’au 5 novembre. De même, elle porte la dissolution de la chambre au 29 avril, une semaine avant la date prévue pour les élections, au lieu du 7 avril,,,.
Exclu du cabinet fantôme depuis le retour d’Andrew R. T. Davies à la tête du groupe, Nick Ramsay quitte le Parti conservateur gallois et le groupe conservateur du Senedd le 28 mars 2021 dans le but de se présenter en candidat indépendant dans la circonscription de Monmouth pour les élections parlementaires de mai ; il siège à compter de cette date en non-inscrit au Parlement gallois. Sa démission ôte le statut de groupe d’opposition principal aux conservateurs, désormais à égalité en nombre de représentants avec les nationalistes de Plaid. Conséquemment, Andrew R. T. Davies perd sa qualité de chef de l’opposition,.

## Composition
| Portefeuille ou responsabilité                            | Identité             | Mandat                     | Groupe | Groupe        |
| --------------------------------------------------------- | -------------------- | -------------------------- | ------ | ------------- |
| Chef du groupe                                            | Andrew R. T. Davies  | 24 janvier — 29 avril 2021 |        | Conservateurs |
| Chef de l’opposition                                      | Andrew R. T. Davies  | 24 janvier — 28 mars 2021  |        | Conservateurs |
| Finances Nord du pays de Galles Whip en chef du groupe    | Mark Isherwood       | 24 janvier — 29 avril 2021 |        | Conservateurs |
| Santé et Services sociaux                                 | Angela Burns         | 24 janvier — 29 avril 2021 |        | Conservateurs |
| Économie et Transports Centre du pays de Galles           | Russell George       | 24 janvier — 29 avril 2021 |        | Conservateurs |
| Éducation, Compétences et Langue galloise                 | Suzy Davies          | 24 janvier — 29 avril 2021 |        | Conservateurs |
| Environnement, Énergie et Affaires rurales                | Janet Finch-Saunders | 24 janvier — 29 avril 2021 |        | Conservateurs |
| Logement, Gouvernement local, Égalités, Enfants et Jeunes | Laura Anne Jones     | 24 janvier — 29 avril 2021 |        | Conservateurs |
| Santé mentale, Bien-être, Culture et Sports               | David Melding        | 24 janvier — 29 avril 2021 |        | Conservateurs |